# Garston and Halewood

Garston et Halewood dans le Merseyside.

La circonscription de Garston et Halewood est une circonscription électorale anglaise située dans le Merseyside et représentée à la Chambre des communes du Parlement britannique.